# Ерхард Милх
Ерхард Милх (Вилхелмсхафен, 30. март 1892 — Диселдорф, 25. јануар 1972) је био фелдмаршал Луфтвафеа, и имао је једну од кључних улога у развоју ваздухопловних снага Нацистичке Немачке пре Другог светског рата. Такође, био је један од организатора ваздушних дејстава током Норвешког похода и битке за Француску.

## Биографија
Након завршетка школе, Милх се пријавио у војску, где је распоређен у артиљеријску јединицу. На почетку Првог светског рата распоређен је на западни фронт, али је касније прекомандован у ваздухопловне јединице на позицију извиђача. До краја рата напредовао је до чина капетана и командовао је Шестом ескадрилом.
Милх је напустио војску 1921. и почео да ради у авионској индустрији. Управљао је авио линијом која је повезивала Данциг и Балтичке земље. Ипак, конкуренција је била превелика и прешао је у комапнију Јункерс, где је радио до 1926. године. Те године је постао директор немачке националне авио компаније Луфтханза.
По Версајском споразуму Немачка није имала право на авијацију, али већина Немаца је сматрала да су услови мира преоштри, и да не би видели ништа лоше у томе да се неке одредбе тог споразума прекрше, макар и по цену притужби светских званичника. Милх се удружио са Херманом Герингом на задатку да у тајности развију Луфтвафе. Постао је његов заменик са задатком на производњи оружја за ваздухопловство. На овом задатку је радио са пилотским асом из Првог светског рата Ернстом Удетом.
Милхова беспрекорна каријера је била угрожена када је постојала шанса да се прочује да је његов отац Антон јевреј. Гестапо је испитао ову информацију, а Геринг је као доказ предао писмени исказ Милхове мајке која је тврдила да Ерхардов отац није Антон, већ њен ујак Карл Брауер, што је Милху омогућило да добије потврду да је чистокрвни Немац.
Милх је 1938. унапређен у чин генерал-мајора и до краја те године, већи део Европе је сматрао да је Луфтвафе сила која се мора озбиљно схватити. Начин на који је Луфтвафе бомбардовао Гернику у Шпанском грађанском рату, је показао свету шта све може немачка авијација. Такође, многи су стрепели да би се током бомбардовања могао користити смртоносан гас. Показало се да је Милх много утицао на свеукупан развој Луфтвафеа, али се Геринг побринуо да преузме највећи део заслуге.
Луфтвафе је играо кључну улогу приликом инвазије на Пољску. Штуке су вршиле своје нападе прецизним поринућим бомбаровањем, док су јункерси 88, хајнкели 111 и дорнијери 17 вршили масовнија бомбардовања која су покривала већу површину, док су нацистички тенкови и пешадија напредовали. Луфтвафе је своје успехе из Пољске поновио приликом напада на Норвешку и Француску. Хитлер је био толико импресионирам успесима Луфтвафеа током напада на западну Европу, да је Милха унапредио у фелдмаршала заједно са Хугом Шперлеом и Албертом Кеселрингом. Уз чин фелдмаршала, Хитлер му је доделио титулу генерала ваздушног инспектората 1941. године.
Милх је почео да губи поверење код својих надређених током операције Барбароса. Луфтвафе ту није поновио своје раније успехе, и после пораза у бици за Москву, почела су да се постављају питања да ли се Луфтвафе води на прави начин. Јозеф Гебелс и Хајнрих Химлер заједно са Милхом су покушали да изврше притисак на Хитлера да смени Геринга. Овај је то одбио. Након тога, Геринг је искористио свој утицај да натера Милха да поднесе оставку на место диркетора ваздушног наоружавања. Након тога, Милх је морао да ради под командом Алберта Шпера који је био министар за наоружање.
Како се рат ближио крају, Милх је покушао да побегне на обалу Балтичког мора, али је ухапшен 4. маја 1945. године. Суђено му је на Милх суђењу, делу Накнадних нирнбершких суђења и осуђен је на доживотну робију. Пуштен је на слободу у јуну 1954. године и остатак свог живота је провео у Диселдорфу.